# Radeberg
Radeberg je velké okresní město v německé spolkové zemi Sasko v zemském okrese Budyšín. Žije zde přibližně 19 tisíc obyvatel. Nachází se necelých 20 kilometrů severovýchodně od Drážďan. Město je známé svým pivovarem vyrábějícím pivo dle něj pojmenované – Radeberger.

## Geografie
Přes Radeberg protékají dvě řeky – Große Röder a Schwarze Röder, která se do první zmíněné vlévá poblíž v centru (nedaleko školy Pestalozzi). Drážďanský městský les Dresdner Heide začíná na západním okraji města. Tato mírně zvlněná, téměř uzavřená lesní oblast má rozlohu více než 50 km² a pokračuje až k hranicím k samotné saské metropoli. Severně a východně od Radebergu se nachází západní úpatí Šluknovské pahorkatiny. Samotné město se nachází v přírodní oblasti Západolužická pahorkatina a vrchovina. Podle města je také nazván místní region jako „Radeberger Land“.

## Historie

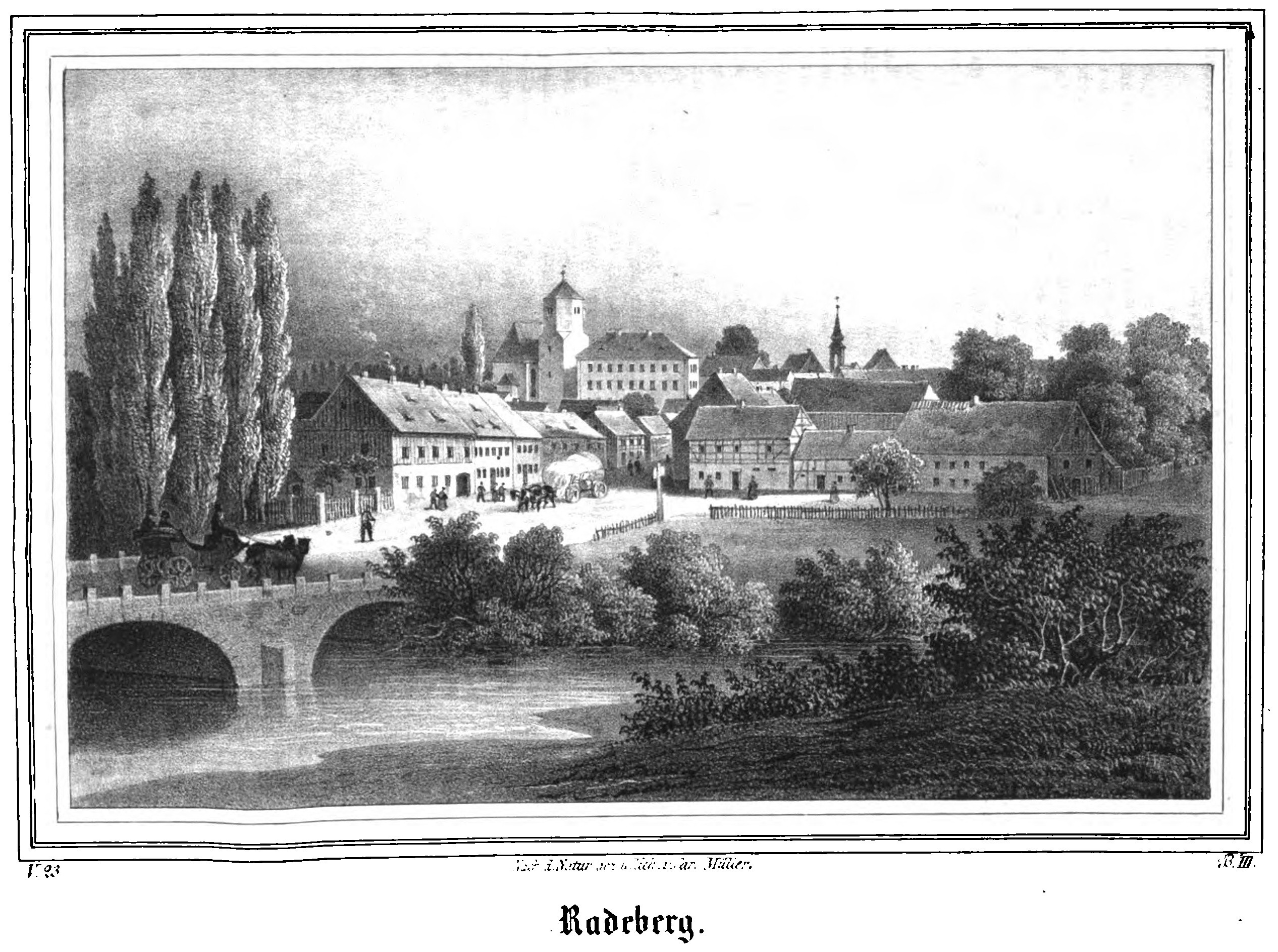
Kresba pohledu na město v roce 1841

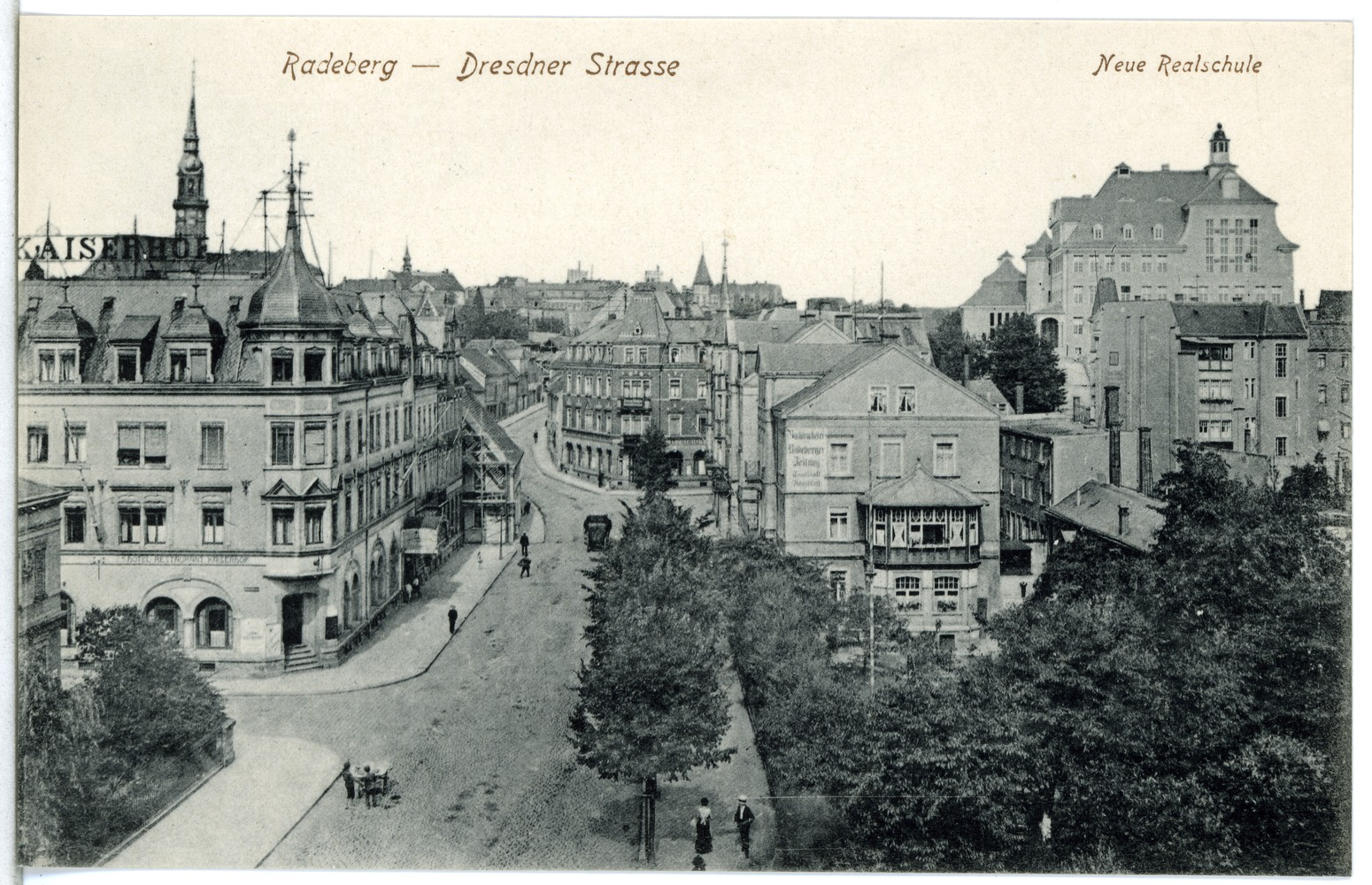
Pohlednice s fotografií Dresdner Straße v roce 1912

První písemná zmínka o Radebergu pochází z roku 1219 a zmiňuje francouzské a durynské farmáře rozvíjející oblast v okolí řeky Große Röder. Název byl pravděpodobně odvozen od názvu řeky. V roce 1289 je dokončen místní hradní komplex a nedaleko něj řemeslníci založili tržní osadu na staré obchodní stezce do Čech. Obec se rychle rozvíjela a vznikly zde i vlastní měrné jednotky jako například Radeberger Scheffel. Ten odpovídá 191,686 litrům (pro srovnání drážďanský Scheffel odpovídal 127,790 litrům). V roce 1412 byla městu udělena lankrabětem Friedrichem IV. městská a pozemková práva. Město byla v rámci husitský rejsů vypáleno v roce 1430. V roce 1486 byla dokončena gotická přestavba místního městského kostela ze 14. století. Po dokončení této přestavby na sálový kostel se stává město centrem místního církevního okresu.
Stříbro bylo nalezeno severně od města v 16. století a tamní naleziště se tehdy nazývalo Silberberg. Místní důl však byl rychle vyčerpán. Z roku 1665 pochází první plán města. Třicetiletá válka a Severní válka značně zasáhly město. V první polovině 18. století pak město postihly celkem čtyři požáry, při nichž byly ztraceny církevní i městské zápisy. Roku 1767 byla znovupostavena městská radnice poté, co na místě té původní ležely 26 let trosky. Poštovní spojení přes Drážďany bylo zřízeno postavením první pošty v roce 1774.
Významným mezníkem pro městský rozvoj bylo napojení na železniční síť při stavbě trati z Drážďan do Görlitz v roce 1845. Následoval poměrně rychlý průmyslový rozvoj. První sklárna byla otevřena v roce 1858, roku 1872 pak pivovar „Zum Bergkeller“ – pozdější exportní pivovar Radeberger. V roce 1880 je založena mlékárna, která o 4 roky později vyrobila první německý sýr typu camembert. S průmyslem rostl počet obyvatel a s ním i občanská vybavenost – do začátku první světové války bylo postaveno několik škol, nový katolický kostel, nemocnice, zřízeno bylo plynové osvětlení, zaveden byl vodovod.
Po vypuknutí první světové války zde byla kvůli nedostatku munice zřízena státní zbrojovka „Feuerwerkslaboratorium“, která po válce nesla jméno „Sachsenwerk“. V roce 1922 zde vznikla také továrna na porcelánové zuby „Zahnfabrik Saxonia“. Meziválečné období provázely společenské a politické změny. V městském zastupitelstvu v roce 1919 poprvé mohli zasednout sociální demokraté. Velmi negativně na město dopadla Velká hospodářská krize na přelomu 20. a 30. let. Vysoká nezaměstnanost a špatná zásobovací situaci vedly k bytové krizi, kterou se město snažilo vyřešit výstavbou obecních bytů. Celkem bylo mezi lety 1926 až 1932 postaveno 200 městských bytů. Po volbách v roce 1933 získala většinu v místním zastupitelstvu NSDAP. V průběhu války byl v dříve zmíněné zbrojovce kvůli nedostatku pracovníků zřízen i pracovně-výchovný tábor, kde za velmi špatných podmínek zemřely stovky zahraničních vězňů, přičemž se vedou spory o přesném čísle.
8. května 1945 bylo město osvobozeno Rudou armádou. Město se stalo součástí sovětské okupační zóny a následně Německé demokratické republiky. Již v roce 1946 byly znárodněny velké průmyslové podniky včetně pivovaru. V 50. letech pak pokračovaly majetkoprávní změny i u středně velkých podniků. V roce 1952 byla navrácena správa místní zbrojovky od sovětské armády. Její výrobní program byl změněn a od roku 1953 vyráběla televizory pod značkou Robotron Elektronik Radeberg. Později zde kromě jiné elektrotechniky byly vyráběny i stolní počítače. Pokračovala městská bytová výstavba, kdy bylo postaveno kolem 3 000 bytů. Centrem dění v období NDR pak byl zdejší Kulturhaus. Po znovusjednocení Německa město na rozdíl od jiných v Sasku nezačalo ztrácet obyvatele, naopak si udrželo poměrně stabilní populaci a v absolutních číslech rostlo díky připojování okolních obcí.

## Správní členění
Radeberg se dělí na 4 místní části.
- Großerkmannsdorf
- Liegau-Augustusbad
- Radeberg
- Ullersdorf

## Obyvatelstvo
| Rok            | 1551 | 1764 | 1834  | 1871  | 1890  | 1910   | 1925   | 1939   | 1946   | 1950   | 1964   | 1990   | 2000   | 2010   | 2020   |
| -------------- | ---- | ---- | ----- | ----- | ----- | ------ | ------ | ------ | ------ | ------ | ------ | ------ | ------ | ------ | ------ |
| Počet obyvatel | 227  | 181  | 2 256 | 4 388 | 8 740 | 13 413 | 15 651 | 16 183 | 16 622 | 16 440 | 17 420 | 14 671 | 18 731 | 18 320 | 18 597 |

## Pamětihodnosti
- Botanická zahrada pro nevidomé – speciálně upravena pro potřeby hluchoslepých a nevidomých lidí s kombinovaným postižením.
- Kamenný obloukový most Hospitalbrücke z roku 1764
- Neogotický katolický farní kostel sv. Vavřince
- Poštovní sloup (milník) – replika originálu z roku 1729, který stál původně před radnicí, později byl přemístěn do středu náměstí, kde stál do roku 1852. Obnoven v roce 2012.
- Původně gotický městský kostel z roku 1486
- Rokoková radnice z let 1767–1769 poté, co předchozí radnice při městském požáru shořela
- Zámek Klippenstein – mezi lety 1856 až 1952 využívaný jako okresní soud i s věznicí, následně jako vlastivědné muzeum.

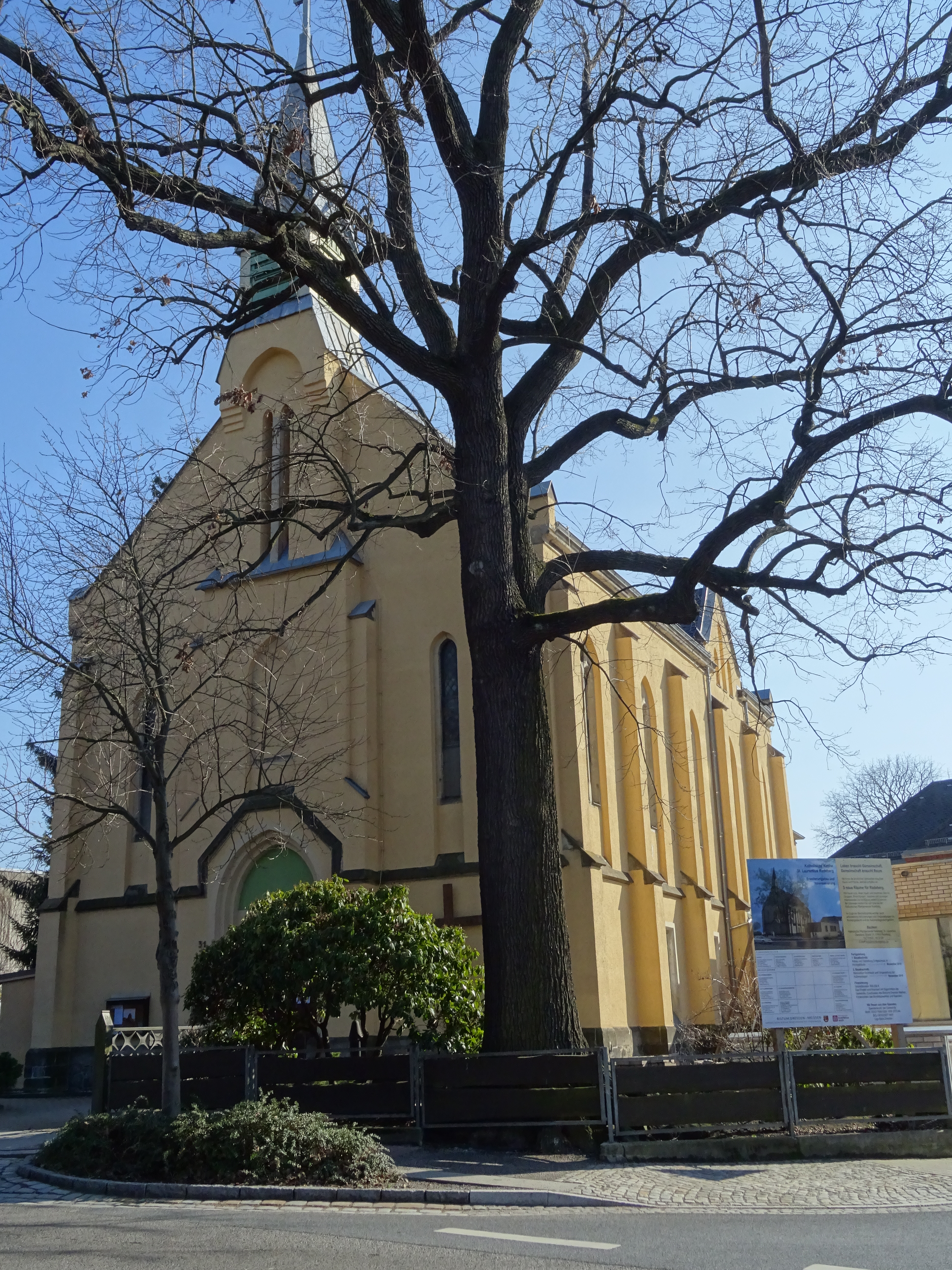
Katolický neogotický kostel
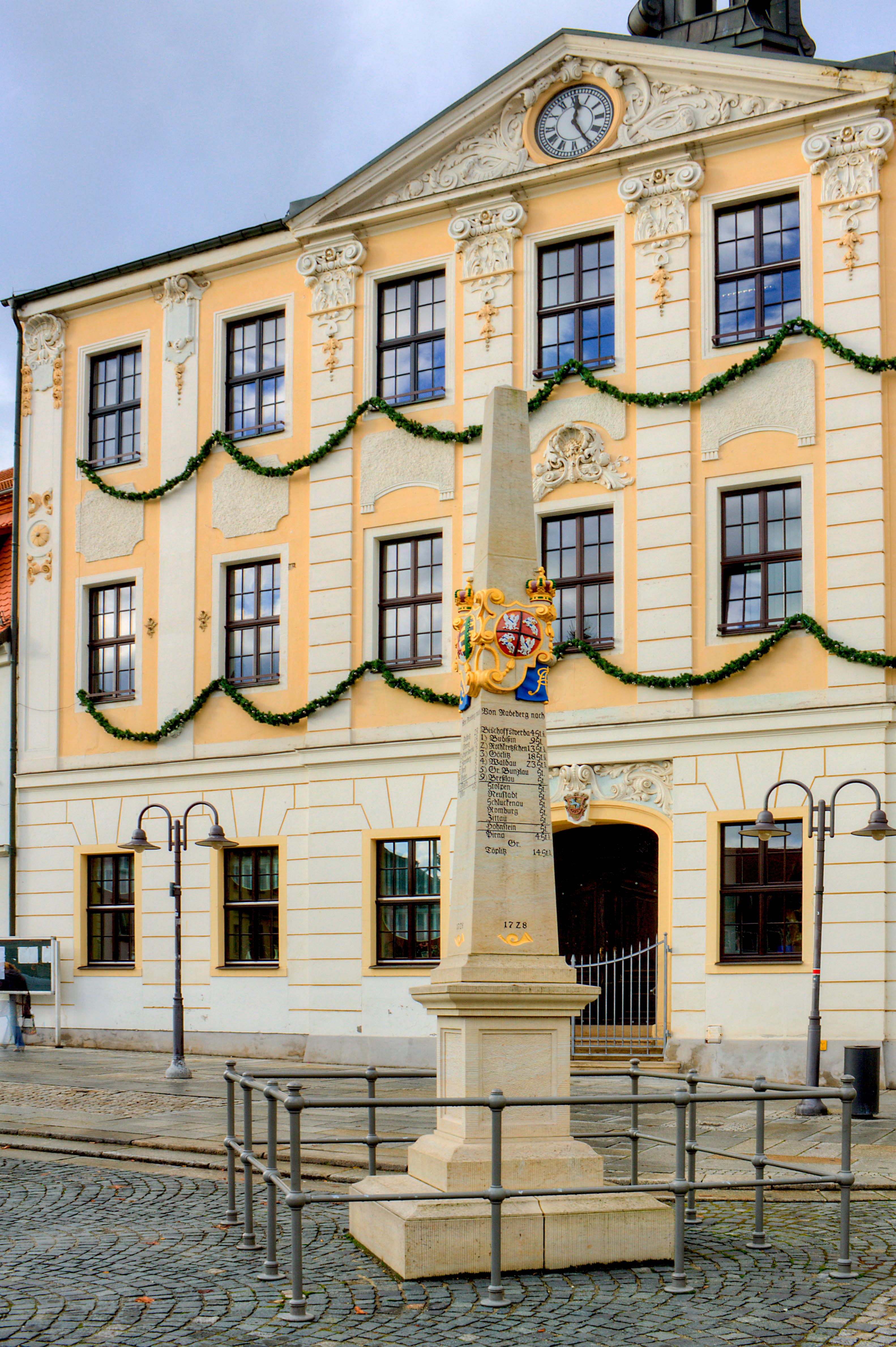
Obnovený poštovní sloup
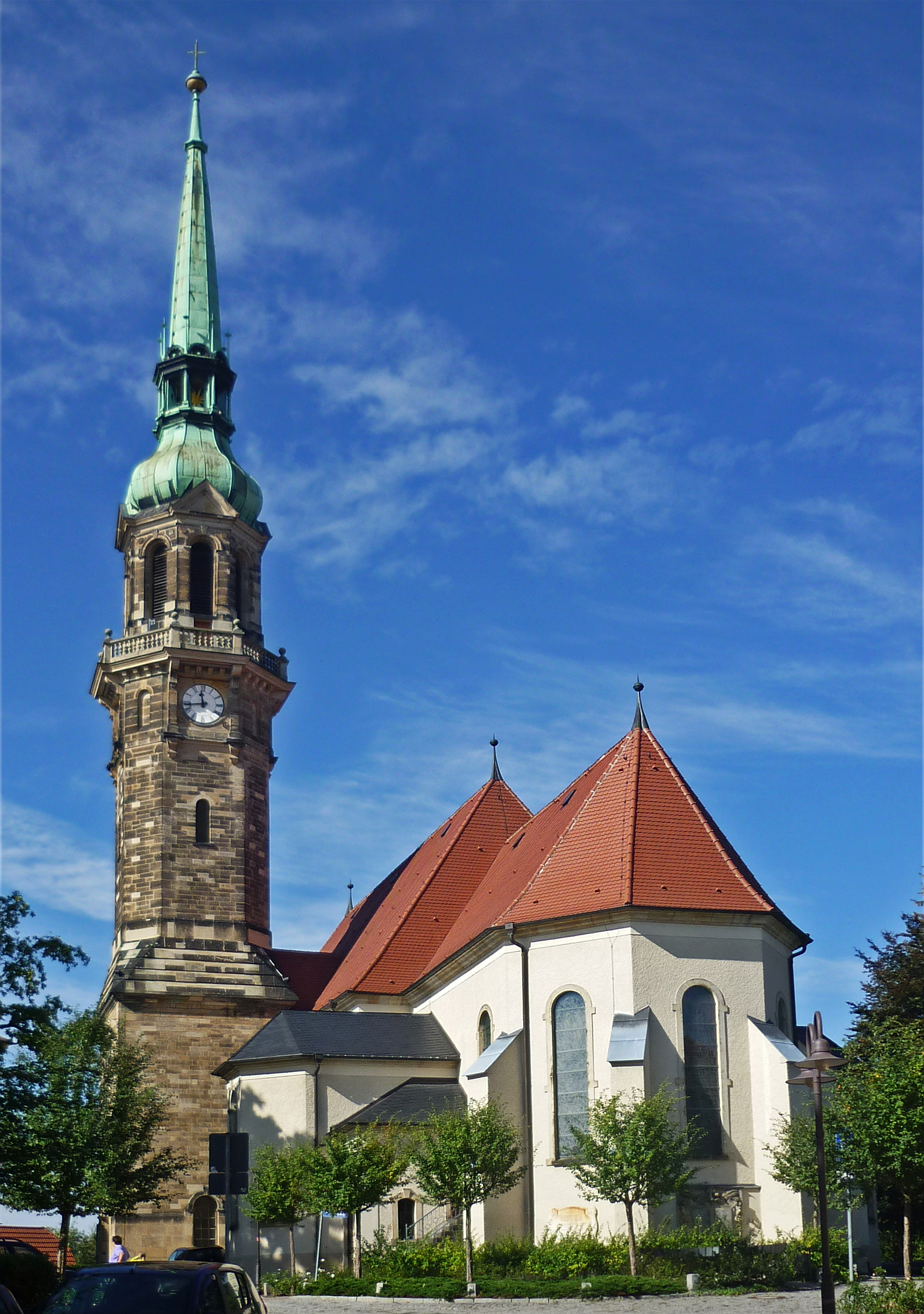
Městský kostel
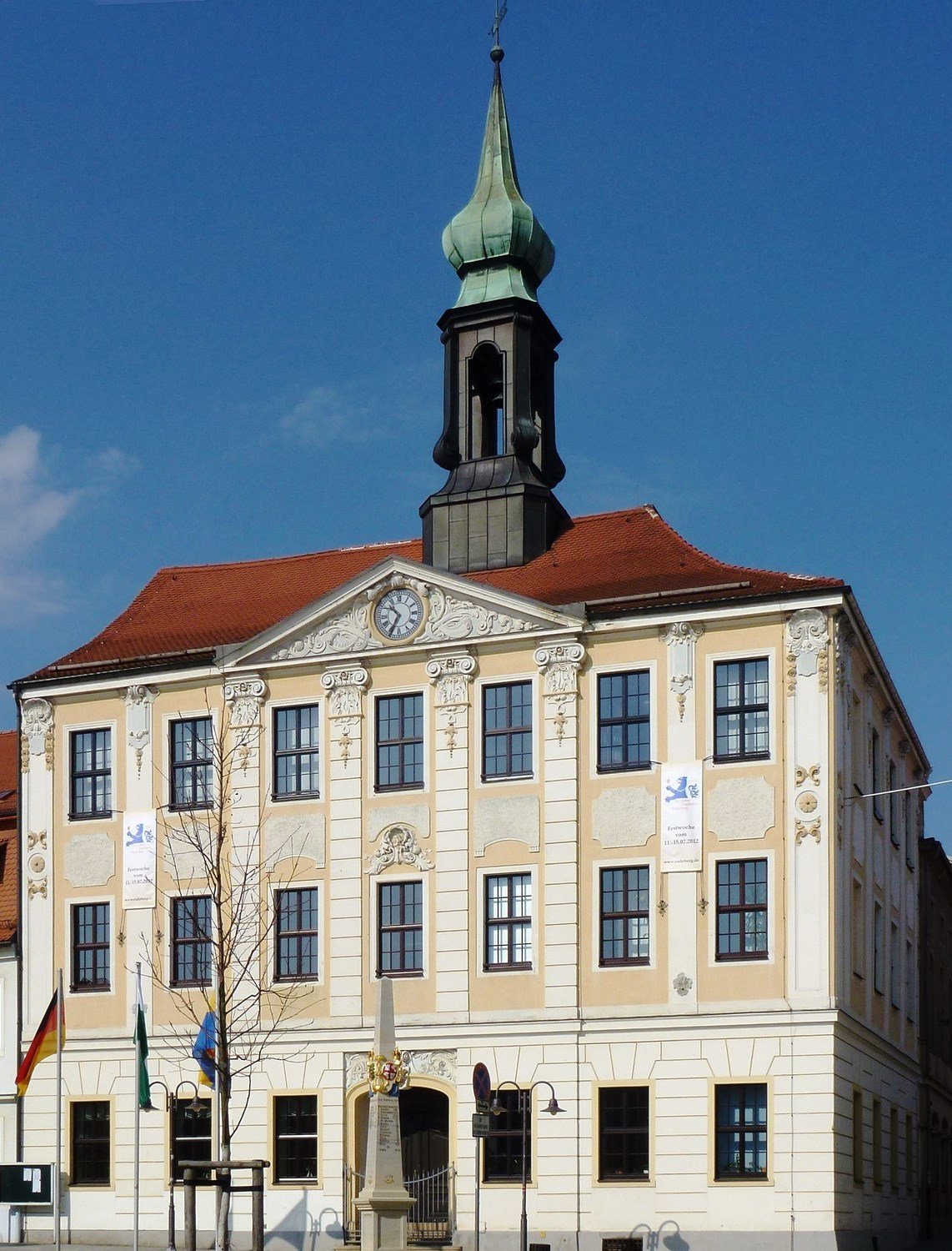
Rokoková radnice
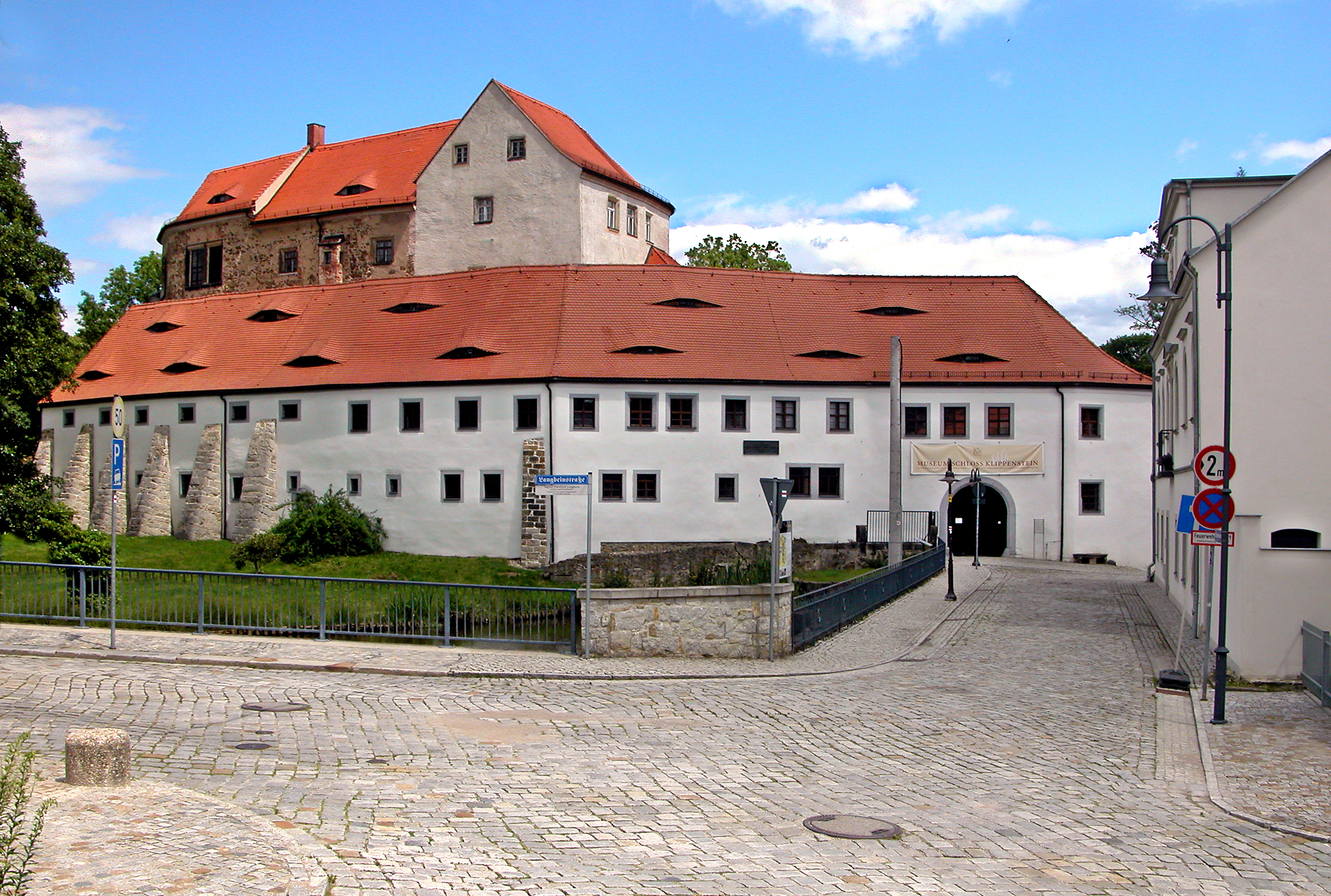
Zámek Klippenstein

## Osobnosti
- Karl Gottlob Sonntag (1765–1827) – teolog, generalsuperintendant pro Livonsko, historik, spisovatel
- Johannes Gelbke (1846–1903) – skladatel klasické hudby
- Johannes Oertel (1840–1916) – starosta Žitavy
- Theodor Arldt (1878–1960) – přírodovědec, paleontolog, spisovatel, pedagog
- Siegfried Adolf Kummer (1899–1977) – mystik, spisovatel
- Georg Naumann (1901–1978) – průzkumník severozápadní Kanady, Alberty se zaměřením na ropné písky
- Erhard Fischer (1922–1996) – hudební a divadelní režisér
- Hartmut Schade (* 1954) – fotbalový reprezentant NDR
- Thomas Scheibitz (* 1968) – malíř a sochař

## Partnerská města
- Aschheim, Německo
- Garching bei München, Německo
- Neratovice, Česko – od roku 1972